# Vinco
Vinco (sprich: Bingo) ist ein Ort, der im Itinerarium Antonini an der Strecke zwischen Confluentes (heute Koblenz) und Noviomagus (heute Neumagen-Dhron) verzeichnet ist (Itinerarium Antonini 371, 3). Im gleichen Text wird er auch als Vingio bezeichnet (253, 1). Bei Ausonius, Mosella  wird er ebenfalls Vinco oder Vingo genannt. Er wird mit dem heutigen Bingen identifiziert (Bingium, Bingum, Bingio).
Im 19. Jahrhundert identifizierte man mit Vinco, das aufgrund eines philologischen Irrtums oft fälschlich auf die hypothetische Grundform Vincum zurückgeführt wurde, auch eine nicht näher bekannte Ortschaft der Treverer in der Gegend von Würrich.